# Клара Мас
Клара Луиз Мас (Њуарк, Њу Џерзи, 28. јун 1876 – 24. август 1901 Куба) била је америчка медицинска сестра, која је умрла након што је добровољно пристала да је уједе комарац заражен жутом грозницом, у оквиру експеримената са овом болешћу. Историјски гледано да  није било Кларе Мас и њене  жртве у служби медицине, потврда теорије да је вектор жуте грознице у епидемије жуте грознице у Хавани комарац,  можда би још дуго осталa ван домашаја лекара.

## Живот и каријера
Рођена  је као најстарија ћерка Хедвига и Роберте Е. Мас.. Одрасла је помажући мајци у подизању и издржавању својих осам млађе браће и сестара. Стављајући потребе других испред својих, почев од десете године, пет година радила је као неплаћена „мајчина помоћница“, све док није пронашла први плаћени посао са петнаест година.  Као дете немачких имиграната, била је у стању да се посебно добро брине о немачком становништву са овог подручја јер је течно говорилонемачки језик. 
Њена рана искуства у нези деце помогла су јој током школовања када је, са седамнаест година, ушла у школу за медицинске сестре у Немачкој болници у Њуарку. Дипломирала је 1895. и брзо напредовала у функцијама, поставши главна медицинска сестра у болници три године касније.
Године 1898, након њеног именовања за главну сестру, избио је Шпанско-амерички рат, у коме је Масова  у америчкој војсци препознала потребу за женским медицинским сестрама у њеним ратним напорима. Када је америчка војска ангажовала 1.563 медицинских сестара по уговору за негу болесних и рањених, Клара Мас је била једна од њих.
Два пута се пријавила као добровољац током рата. Након што је њен првобитни четворомесечни уговор истекао, поново се придружила војсци, проширивши своја путовања на јужне државе и далеко од свог дома у Манили на Филипинима наставила свој рад у војсци. Њен други уговор је прекинут после седам месеци када се разболела од денга грознице.
Више војника је у шпанско-америчком рату умрло од заразних болести него од борбених рана, а Мас је то уочила и пре него што се пријавила као медицинска сестра по уговору. Током рада са рањеницима и болесницима изложених тифусу, маларији и жутој грозници научила је пуно о овим инфекцијама. Иако се можда и сама први пут сусрет са овим болестима, није оболела од њих током службе, делимично због побољшаних санитарних мера које су користиле медицинске сестре, а делом и због по њу срећних околности. У то време, преносиоци тифуса и жуте грознице нису били потврђени, а знање о вектору болести маларичном комарацу било релативно ново, након што је Роналд Рос средином 1890-их,  открио  да маларија спада у групу преносивих болести (чијег узрочника (Plasmodium falciparum), преноси комарац из рода Анофелес.
Њена служба медицинске сестре по уговору у војсци не би била последња да се Мас није укрстила са жутом грозницом, у чешћем у истраживањима у којима је требало доказати да су комарци преносиоци жуте грознице, а не као што се често претпоставља, прљава одеће или излучевина оболелих од жуте грознице.

## Учешће у истраживању жуте грознице
Убрзо након завршетка свог другог задатка у војсци, Мас се вратила на Кубу, коју је позвао Вилијам Ц. Горгас који је радио у комисији за жуту грозницу војске Сједињених америчких Држава. Како је током шпанско-америчког рата он је на Куби 1898. године  било бројних случајева жуте грознице и маларије, посебно у Хавани Горгас је проучио студије о жутој грозници Карлоса Хуана Финлеја и Волтера Рида , које су ову болест повезале са комарцем жуте грознице . То га је навело да уништи места за размножавање ових комараца , што је резултирало избегавањем епидемије широм града у Хавани.
Када је Комисија, на челу са мајором Волтером Ридом , основана после рата да проучава жуту грозницу, која је била ендемска у редовима војске Сједињених Америчких Држава на Куби, један од циљева био је да се утврди како се болест преноси: уједом комараца или контактом са контаминираним предметима. У реализацији тог циља укључила са и Масова.
Комисија је за проучавање жуте грознице регрутовала људе јер нија знала ни за једну експерименталну животињу која може да оболи од жуте грознице. Ово је био први познати случај информативног пристанка за експерименте на људима гу коме су волонтери знали да њихово учешће у студији може да их убије. Рид је током овог истраживања на Куби први пут употребио термин „медицински пристанак“, како би осигурао да учесници знају у какве ризике улазе пре почетка тестирања.   Да би их подстакли истраживање, Комисија је сваком волонтеру  плаћала  по  100 долара (данас  око 3.000  долара ) у моменту заражавања, са допуном од још 100 долара ако се волонтер разболи.
У ова истраживања у марту 1901. година укључила се и Масова која се добровољно јавила да је уједе комарац Аедес египти, који је раније био храњен крвљу пацијента оболелог од жуте грознице. Након уједа комарца Масова је добила благи облик болести који се брзо лечио. У том  тренутку, истраживачи су били сигурни да су комарци пут преноса жуте грознице, али нису имали научни доказ зашто су неки добровољци које су комарци угризли остали здрави. То је захтевало нова истраживања у којима је учешће узела и Клара Мас. 
Након првог експеримента Масова је наставила да учествује и у наредним експериментима, па је    14. августа 1901. године прихвата да је и по други пут угризе заражени комарац, како би истраживачи доказали да је прва инфекција довољна да имунизује пацијента против рецидива болести. Експеримент се завршио трагично по Масову. Тешко се разболела 18. августа и умрла 24. августа 1901. године. Њена смрт изазвала је негодовање у јавном мњењу и резултовала прекидом  експеримента на људима. 
Клара Мас је сахрањена на гробљу Колон у Хавани уз пуне војне почасти. Њени посмртни остаци су 20. фебруара 1902. године пребачени на гробље Фармаунт у Њуарку, Њу Џерзи.

## Признања
- Године 1951, поводом  50. годишњице од Кларине смрти, Куба је издала јубиларну поштанску марку у њену част.
- Дана 19. јуна 1952. године, Немачка болница Неварк (која се од тада преселила у Бевил, Њу Џерзи) преименована је у Меморијалну болницу Клара Мас, а затим у Клара Мас  медицински центар .
- Године 1976. године, за  100. годишњицу њеног рођења, америчка пошта издала је пригодну марку од 13 центи, а Америчко удружење медицинских сестара увело је у своју Кућу славних  .
- Календар светаца Лутеранске цркве одаје почаст Масовој и британској медицинској сестри Флоренс Најтингел 13. августа као „Обновитељицама друштва“.